# 大羊惨案

大羊惨案纪念碑正面

大羊惨案是1939年5月22日至23日中日戰爭時，日本军队在山东省东平县大羊村（今属大羊镇）发动的一起惨案。

## 背景
1938年8月，日军攻占东平县城。随后在东平县和邻近地区设立多个军事据点并时常出动扫荡。

## 过程
1939年5月22日傍晚，日军从平阴黄山据点出发，向东去肥城县陆房一带寻找八路军踪迹。行至大羊村时，日军看到有军队号房子字迹（国民革命军田家彬部留下，但实际未进驻），便认定该村中住过中国军队，随后以抓八路为名涌进村内。14岁男孩侯金厂被日军抓住并被刺死在大街上，姚家茶馆的姚凤路被日军刺死在茶馆内。侯庆才掩护母亲跑出村，但自己被日军连刺三刀。随着夜幕降临，日军撤出大羊村。
第二天上午，大羊街村民开始返回。但尚未掩埋遇难者尸体，日军就再次进犯。随后日军挨家挨户进行搜查，捅死了72岁的纪凤同。并在张其道家中，将躲在厕所中的62岁的张母烧死。随后大羊村着火，侯家兴在土井中被烧死。

## 统计
在这次惨案中，共有6名无辜村民被杀害，10余名村民受伤，抢走财物不计其数，烧毁民房420余间，树木上万棵。

### 大羊惨案伤亡人员名录（部分）
| 姓名       | 籍贯         | 年龄 | 性别 | 伤亡情况 |
| ---------- | ------------ | ---- | ---- | -------- |
| 张其道之妻 | 大羊乡东南村 | 62   | 女   | 烧死     |
| 侯金厂     | 大羊乡西北村 | 14   | 男   | 刺死     |
| 侯(詹)家兴 | 大羊乡西北村 | 53   | 男   | 烧死     |
| 纪凤同     | 大羊乡西北村 | 72   | 女   | 刺死     |
| 侯(詹)庆才 | 大羊乡西南村 | 22   | 男   | 刺伤     |
| 姚凤(风)路 | 大羊乡西南村 | ——   | 男   | 刺死     |